# Championnats du monde de trampoline 2018
Navigation
Édition précédente Édition suivante
Les championnats du monde de trampoline 2018, trente-troisième édition des championnats du monde de trampoline, ont lieu du 7 au 10 novembre 2018 à Saint-Pétersbourg, en Russie.

## Programme
| Dates    | Dates                       | 7 novembre  | 8 novembre  | 9 novembre  | 10 novembre |
| Épreuves | Épreuves                    | 7 novembre  | 8 novembre  | 9 novembre  | 10 novembre |
| -------- | --------------------------- | ----------- | ----------- | ----------- | ----------- |
| Mixte    | Concours général par équipe |             | 16h30-18h30 |             |             |
| Hommes   | Individuel                  | 8h30-18h00  |             |             | 15h50-16h20 |
| Hommes   | Synchro                     |             | 11h15-14h15 | 15h50-16h20 |             |
| Hommes   | Double Mini                 | 8h30-11h30  |             | 14h00-14h30 |             |
| Hommes   | Tumbling                    |             | 11h15-14h15 |             | 14h30-15h00 |
| Femmes   | Individuel                  | 10h30-20h00 |             |             | 15h20-15h50 |
| Femmes   | Synchro                     |             | 8h00-10h45  | 15h20-15h50 |             |
| Femmes   | Double Mini                 |             | 8h00-10h45  |             | 14h00-14h30 |
| Femmes   | Tumbling                    | 12h30-14h30 |             | 14h30-15h00 |             |

Légende :  Qualification ;  Finale
Les heures sont affichées en heure française et sont susceptibles d'être modifiées.

## Participants
Au total, 34 nations participent à ces championnats du monde de trampoline 2018. Cela représente 263 gymnastes dont 147 gymnastes masculins et 116 gymnastes féminines.
| Afrique                        | Amérique                                                                      | Asie                                                | Europe | Océanie                             |
| ------------------------------ | ----------------------------------------------------------------------------- | --------------------------------------------------- | --- | ----------------------------------- |
| Afrique du Sud (3) Algérie (1) | Argentine (6) Brésil (6) Canada (20) Colombie (3) États-Unis (24) Mexique (8) | Chine (18) Japon (9) Kazakhstan (5) Ouzbékistan (4) | Allemagne (6) Azerbaïdjan (4) Belgique (3) Biélorussie (11) Bulgarie (3) Danemark (8) Espagne (8) France (12) Géorgie (2) Grèce (5) Italie (2) Pays-Bas (2) Pologne (3) Portugal (14) République tchèque (1) Royaume-Uni (18) Russie (25) Suède (4) Suisse (3) Turquie (1) | Australie (16) Nouvelle-Zélande (3) |
| 2 pays                         | 6 pays                                                                        | 4 pays                                              | 20 pays | 2 pays                              |

## Tableaux des médailles
| Rang | Nation      | Or | Argent | Bronze | Total |
| ---- | ----------- | -- | ------ | ------ | ----- |
| 1    | Chine       | 3  | 2      | 1      | 6     |
| 2    | Russie      | 2  | 0      | 3      | 5     |
| 3    | Canada      | 1  | 1      | 1      | 3     |
| 4    | Biélorussie | 1  | 0      | 0      | 1     |
| 4    | Japon       | 1  | 0      | 0      | 1     |
| 4    | Suède       | 1  | 0      | 0      | 1     |
| 7    | Royaume-Uni | 0  | 2      | 0      | 2     |
| 8    | États-Unis  | 0  | 1      | 1      | 2     |
| 9    | Espagne     | 0  | 1      | 0      | 1     |
| 9    | France      | 0  | 1      | 0      | 1     |
| 9    | Portugal    | 0  | 1      | 0      | 1     |
| 12   | Argentine   | 0  | 0      | 1      | 1     |
| 12   | Australie   | 0  | 0      | 1      | 1     |
| 12   | Mexique     | 0  | 0      | 1      | 1     |

| Épreuve                                    | Or | Argent | Bronze |
| ------------------------------------------ | --- | --- | --- |
| Concours général par équipe                | Chine Dong Dong Feng Baoyi Gao Lei Jia Fangfang Tu Xiao Zeng Linglong Zhang Kuo Zhu Shouli Zhu Xueying | Portugal Diogo Abreu Mafalda Brás Mariana Carvalho Diogo Carvalho Pedro Ferreira Diogo Ganchinho Nicole Pacheco Raquel Pinto Diogo Vilela | Canada Jason Burnett Jérémy Chartier Michael Chaves Jake Cranham Zoe Hipel Rosie MacLennan Sarah Milette Laurence Roux Jon Schwaiger |
| Hommes                                     | | | |
| Trampoline individuel résultats détaillés  | Gao Lei                                                                                                | Dong Dong | Andrei Yudin |
| Trampoline synchronisé résultats détaillés | Biélorussie Uladzislau Hancharou Aleh Rabtsau                                                          | France Sébastien Martiny Allan Morante | Australie Ty Swadling Dominic Clarke                                                                                                 |
| Double Mini Trampoline résultats détaillés | Mikhail Zalomin                                                                                        | Ruben Padilla | Lucas Adorno |
| Tumbling résultats détaillés               | Vadim Afanasev                                                                                         | Elliott Browne | Zhang Kuo |
| Femmes                                     | | | |
| Trampoline individuel résultats détaillés  | Rosannagh MacLennan                                                                                    | Zhu Xueying | Yana Pavlova |
| Trampoline synchronisé résultats détaillés | Japon Hikaru Mori Megu Uyama                                                                           | Canada Rosannagh MacLennan Sarah Milette                                                                                                  | Mexique Dafne Navarro Loza Melissa Flores                                                                                            |
| Double Mini Trampoline résultats détaillés | Lina Sjoeberg                                                                                          | Melania Rodriguez | Kristle Lowell |
| Tumbling résultats détaillés               | Jia Fangfang                                                                                           | Shanice Davidson | Viktoriia Danilenko |

## Résultats détaillés

### Hommes

#### Trampoline individuel
| Rang               | Nom                  | Pays        | Note D | Note E | Note H | Note T | Pén. | Total  |
| ------------------ | -------------------- | ----------- | ------ | ------ | ------ | ------ | ---- | ------ |
| Médaille d'or      | Gao Lei              | Chine       | 17,500 | 17,000 | 9,500  | 18,255 | -    | 62,255 |
| Médaille d'argent  | Dong Dong            | Chine       | 17,100 | 16,800 | 9,400  | 18,255 | -    | 61,185 |
| Médaille de bronze | Andrey Yudin         | Russie      | 18,200 | 16,000 | 9,500  | 17,250 | -    | 60,950 |
| 4                  | Diogo Abreu          | Portugal    | 16,900 | 16,300 | 9,500  | 18,115 | -    | 60,815 |
| 5                  | Allan Morante        | France      | 17,800 | 16,100 | 9,400  | 17,345 | -    | 60,645 |
| 6                  | Uladzislau Hancharou | Biélorussie | 17,300 | 16,800 | 8,900  | 17,560 | -    | 60,560 |
| 7                  | Ivan Litvinovich     | Biélorussie | 16,200 | 16,500 | 8,900  | 17,850 | -    | 59,450 |
| 8                  | Luke Strong          | Royaume-Uni | 17,800 | 14,800 | 8,500  | 16,925 | -    | 58,025 |

#### Trampoline synchronisé
| Rang               | Noms                              | Pays        | Note D | Note E | Note H | Note S | Pén.   | Total  |
| ------------------ | --------------------------------- | ----------- | ------ | ------ | ------ | ------ | ------ | ------ |
| Médaille d'or      | Uladzislau Hancharou Aleh Rabtsau | Biélorussie | 16,200 | 8,200  | 9,350  | 18,760 | -      | 52,510 |
| Médaille d'argent  | Sébastien Martiny Allan Morante   | France      | 15,800 | 7,750  | 9,100  | 19,200 | -      | 51,850 |
| Médaille de bronze | Ty Swadling Dominic Clarke        | Australie   | 15,800 | 8,150  | 9,100  | 18,420 | -0,200 | 51,270 |
| 4                  | Diogo Ganchinho Pedro Ferreira    | Portugal    | 16,200 | 7,750  | 9,300  | 17,900 | -      | 51,150 |
| 5                  | Tu Xiao Dong Dong                 | Chine       | 17,100 | 8,150  | 9,150  | 15,700 | -      | 50,100 |
| 6                  | Oscar Smith Felix Holgersson      | Suède       | 14,600 | 7,600  | 9,000  | 17,680 | -      | 48,880 |
| 7                  | Benjamin Kjaer Teis Petersen      | Danemark    | 14,400 | 7,200  | 9,450  | 17,740 | -      | 48,790 |
| 8                  | Mikhail Melnik Sergei Azarian     | Russie      | 9,800  | 4,850  | 5,500  | 11,180 | -      | 31,330 |

#### Double Mini Trampoline
| Rang               | Nom                  | Pays        | Score 1 | Score 1 | Score 1 | Score 1 | Score 2 | Score 2 | Score 2 | Score 2 | Total  |
| Rang               | Nom                  | Pays        | Note D  | Note E  | Pén.    | Total   | Note D  | Note E  | Pén.    | Total   | Total  |
| ------------------ | -------------------- | ----------- | ------- | ------- | ------- | ------- | ------- | ------- | ------- | ------- | ------ |
| Médaille d'or      | Mikhail Zalomin      | Russie      | 10,800  | 28,200  | -0,900  | 38,100  | 10,800  | 29,300  | -       | 40,100  | 78,200 |
| Médaille d'argent  | Ruben Padilla        | États-Unis  | 10,400  | 27,900  | -0,900  | 37,400  | 9,300   | 28,000  | -1,200  | 36,100  | 73,500 |
| Médaille de bronze | Lucas Adorno         | Argentine   | 7,200   | 28,300  | -       | 35,500  | 8,500   | 28,400  | -       | 36,900  | 72,400 |
| 4                  | Matthew Hawkins      | États-Unis  | 10,800  | 27,500  | -0,900  | 37,400  | 11,200  | 24,500  | -1,200  | 34,500  | 71,900 |
| 5                  | Vasilii Makarskii    | Russie      | 10,000  | 28,000  | -1,500  | 36,500  | 4,800   | 28,700  | -0,900  | 32,600  | 69,100 |
| 6                  | Rhys Gray            | Royaume-Uni | 4,100   | 27,700  | -       | 31,800  | 9,600   | 27,300  | -0,900  | 36,000  | 67,800 |
| 7                  | Alejandro Bernardez  | Espagne     | 8,000   | 25,200  | -1,500  | 31,700  | 0,000   | 0,000   | -       | 0,000   | 31,700 |
| 8                  | Diogo Carvalho Costa | Portugal    | DNF     | DNF     | DNF     | DNF     | DNF     | DNF     | DNF     | DNF     | DNF    |

#### Tumbling
| Rang               | Nom                  | Pays        | Score 1 | Score 1 | Score 1 | Score 1 | Score 2 | Score 2 | Score 2 | Score 2 | Total  |
| Rang               | Nom                  | Pays        | Note D  | Note E  | Pén.    | Total   | Note D  | Note E  | Pén.    | Total   | Total  |
| ------------------ | -------------------- | ----------- | ------- | ------- | ------- | ------- | ------- | ------- | ------- | ------- | ------ |
| Médaille d'or      | Vadim Afanasev       | Russie      | 10,700  | 28,200  | -       | 38,900  | 11,500  | 28,800  | -       | 40,300  | 79,200 |
| Médaille d'argent  | Elliott Browne       | Royaume-Uni | 10,600  | 28,000  | -       | 38,600  | 11,400  | 27,900  | -       | 39,300  | 77,900 |
| Médaille de bronze | Zhang Kuo            | Chine       | 10,800  | 27,700  | -       | 38,500  | 11,800  | 27,400  | -       | 39,200  | 77,700 |
| 4                  | Kristof Willerton    | Royaume-Uni | 10,700  | 27,700  | -       | 38,400  | 10,400  | 27,500  | -       | 37,900  | 76,300 |
| 5                  | Kaden Brown          | États-Unis  | 10,000  | 28,200  | -       | 38,200  | 8,500   | 28,400  | -       | 36,900  | 75,100 |
| 6                  | Adam Matthiesen      | Danemark    | 10,800  | 26,000  | -       | 36,800  | 11,300  | 27,000  | -       | 38,300  | 75,100 |
| 7                  | Maxim Shlyakin       | Russie      | 10,000  | 27,700  | -       | 37,700  | 10,400  | 24,600  | -0,300  | 34,700  | 72,400 |
| 8                  | Elias Soegaard Green | Danemark    | 4,500   | 24,800  | -       | 29,300  | 8,200   | 27,100  | -       | 35,300  | 64,600 |

### Femmes

#### Trampoline individuel
| Rang               | Nom                 | Pays        | Note D | Note E | Note H | Note T | Pén.   | Total  |
| ------------------ | ------------------- | ----------- | ------ | ------ | ------ | ------ | ------ | ------ |
| Médaille d'or      | Rosannagh MacLennan | Canada      | 15,000 | 16,700 | 9,600  | 15,880 | -      | 57,180 |
| Médaille d'argent  | Zhu Xueying         | Chine       | 15,000 | 17,000 | 9,600  | 15,680 | -0,200 | 57,080 |
| Médaille de bronze | Yana Pavlova        | Russie      | 15,400 | 16,200 | 8,900  | 15,905 | -      | 56,405 |
| 4                  | Liu Lingling        | Chine       | 14,400 | 16,700 | 8,600  | 15,885 | -      | 55,585 |
| 5                  | Hikaru Mori         | Japon       | 13,600 | 16,500 | 9,500  | 15,910 | -      | 55,510 |
| 6                  | Léa Labrousse       | France      | 14,000 | 16,000 | 9,200  | 15,885 | -      | 55,085 |
| 7                  | Katherine Driscoll  | Royaume-Uni | 14,400 | 15,900 | 9,000  | 15,260 | -      | 54,560 |
| 8                  | Megu Uyama          | Japon       | 13,600 | 16,000 | 9,500  | 15,240 | -      | 54,340 |

#### Trampoline synchronisé
| Rang               | Noms                                   | Pays       | Note D | Note E | Note H | Note S | Pén. | Total  |
| ------------------ | -------------------------------------- | ---------- | ------ | ------ | ------ | ------ | ---- | ------ |
| Médaille d'or      | Hikaru Mori Megu Uyama                 | Japon      | 12,400 | 8,100  | 9,200  | 18,640 | -    | 48,340 |
| Médaille d'argent  | Rosannagh MacLennan Sarah Milette      | Canada     | 11,800 | 8,100  | 9,300  | 18,300 | -    | 47,500 |
| Médaille de bronze | Dafne Navarro Loza Melissa Flores      | Mexique    | 10,600 | 7,800  | 9,250  | 16,300 | -    | 43,950 |
| 4                  | Marine Jurbert Léa Labrousse           | France     | 9,900  | 6,350  | 7,450  | 15,340 | -    | 39,040 |
| 5                  | Nicole Ahsinger Cheyenne Sarah Webster | États-Unis | 5,600  | 2,800  | 3,600  | 6,720  | -    | 18,720 |
| 6                  | Camillia Gomes Alice Gomes             | Brésil     | 3,600  | 3,400  | 3,750  | 7,300  | -    | 18,050 |
| 7                  | Cassandra Hoare Claire Arthur          | Australie  | 3,600  | 2,450  | 2,650  | 5,420  | -    | 14,120 |
| 8                  | Zhu Shouli Zhu Xueying                 | Chine      | 2,600  | 1,650  | 1,800  | 3,860  | -    | 9,910  |

#### Double Mini Trampoline
| Rang               | Nom               | Pays             | Score 1 | Score 1 | Score 1 | Score 1 | Score 2 | Score 2 | Score 2 | Score 2 | Total  |
| Rang               | Nom               | Pays             | Note D  | Note E  | Pén.    | Total   | Note D  | Note E  | Pén.    | Total   | Total  |
| ------------------ | ----------------- | ---------------- | ------- | ------- | ------- | ------- | ------- | ------- | ------- | ------- | ------ |
| Médaille d'or      | Lina Sjoeberg     | Suède            | 8,000   | 27,800  | -       | 35,800  | 8,400   | 27,900  | -       | 36,300  | 72,100 |
| Médaille d'argent  | Melania Rodriguez | Espagne          | 6,400   | 27,800  | -       | 34,200  | 7,600   | 28,200  | -       | 35,800  | 70,000 |
| Médaille de bronze | Kristle Lowell    | États-Unis       | 6,800   | 27,200  | -       | 34,000  | 6,000   | 27,700  | -       | 33,700  | 67,700 |
| 4                  | Kalena Soehn      | Canada           | 5,600   | 27,500  | -       | 33,100  | 5,600   | 28,500  | -       | 34,100  | 67,200 |
| 5                  | Lucila Maldonado  | Argentine        | 5,600   | 27,900  | -       | 33,500  | 5,600   | 27,600  | -       | 33,200  | 66,700 |
| 6                  | Laurence Roux     | Canada           | 6,000   | 27,800  | -       | 33,800  | 2,800   | 27,400  | -0,900  | 29,300  | 63,100 |
| 7                  | Bronwyn Dibb      | Nouvelle-Zélande | 4,000   | 20,100  | -       | 24,100  | 8,000   | 27,400  | -       | 35,400  | 59,500 |
| 8                  | Tristan van Natta | États-Unis       | 0,000   | 0,000   | -       | 0,000   | 3,200   | 19,500  | -       | 22,700  | 22,700 |

#### Tumbling
| Rang               | Nom                 | Pays        | Score 1 | Score 1 | Score 1 | Score 1 | Score 2 | Score 2 | Score 2 | Score 2 | Total  |
| Rang               | Nom                 | Pays        | Note D  | Note E  | Pén.    | Total   | Note D  | Note E  | Pén.    | Total   | Total  |
| ------------------ | ------------------- | ----------- | ------- | ------- | ------- | ------- | ------- | ------- | ------- | ------- | ------ |
| Médaille d'or      | Jia Fangfang        | Chine       | 8,300   | 27,400  | -       | 35,700  | 7,600   | 27,800  | -       | 35,400  | 71,100 |
| Médaille d'argent  | Shanice Davidson    | Royaume-Uni | 6,600   | 28,300  | -       | 34,900  | 6,600   | 28,000  | -       | 34,600  | 69,500 |
| Médaille de bronze | Viktoriia Danilenko | Russie      | 7,000   | 27,100  | -       | 34,100  | 9,100   | 26,300  | -       | 35,400  | 69,500 |
| 4                  | Tachina Peeters     | Belgique    | 7,200   | 27,200  | -       | 34,400  | 6,900   | 27,300  | -       | 34,200  | 68,600 |
| 5                  | Rachel Davies       | Royaume-Uni | 7,200   | 27,000  | -       | 34,200  | 6,600   | 26,900  | -       | 33,500  | 67,700 |
| 6                  | Hope Bravo          | États-Unis  | 6,500   | 27,100  | -       | 33,600  | 4,700   | 28,000  | -       | 32,700  | 66,300 |
| 7                  | Manon Morançais     | France      | 3,300   | 24,400  | -       | 27,700  | 3,000   | 23,700  | -       | 26,700  | 54,400 |
| 8                  | Raquel Pinto        | Portugal    | 3,400   | 24,800  | -       | 28,200  | 0,600   | 17,300  | -       | 17,900  | 46,100 |